# Centre de Vol Espacial Marshall
El Centre de Vol Espacial Marshall (George C. Marshall Space Flight Center, MSFC, en anglès) la seu original de la NASA, és un centre per dirigir la propulsió del transbordador espacial, el combustible del tanc extern del transbordador espacial, l'entrenament d'astronautes i les càrregues, el disseny i construcció de l'Estació Espacial Internacional (ISS), a més del control dels ordinadors, les xarxes, i la informació. Situat al Redstone Arsenal de Huntsville (Alabama), l'MSFC fou anomenat en honor del general George Marshall.
El centre també conté el Huntsville Operations Support Center (HOSC) que és una instal·lació que dona suport als llançaments del transbordador, les càrregues i les activitats experimentals del Centre Espacial Kennedy a Florida, els llançaments cap a l'ISS i operacions d'experimentació. El HOSC, a més, monitora els llançaments de coets des de l'estació de la Força Aèria del Cap Canaveral quan una càrrega del Marshall Center va a bord.